# NAME
네임(영어: NAME)은 2021년 12월 10일 싱글 1집 Say My Name 데뷔한 위에화엔터테인먼트 소속 중국인 걸그룹이자 리더가 없는 그룹이다.

## 멤버
- 펑루오항(출생:1996년 9월 12일, 출생:중국 허난성 자오쭤시)-최연장자, 메인댄서, 리드래퍼, 서브보컬
- 진쯔한(출생:1999년 2월 5일, 출생:중국 산둥성 지난시)-센터, 리드보컬, 리드댄서
- 리지아지아(출생:1999년 9월 1일, 출생:중국 쓰촨성)-서브보컬, 서브래퍼, 대한민국 걸그룹인 네이처의전멤버
- 류지아신(출생:2000년 4월 2일)-서브보컬
- 오우양청시(출생:2000년 5월 8일, 출생:중국 쓰촨성)-서브보컬
- 롱윈쥬(출생:2000년 6월 8일, 출생:중국 구이저우성)-메인래퍼, 메인댄서, 서브보컬
- 리스양(출생:2000년 10월 23일, 출생:중국 베이징시)-메인보컬, 리드댄서, 서브래퍼

## 음반
- 싱글 1집 : 'Say My Name-2021년 12월 10일 발매
- 싱글 2집 : Red Shoes-2022년 3월 31일 발매
- 싱글 3집 : ON PLAY-2023년 4월 25일 발매

## 스페셜 음반
- 발렌타인 싱글 : Amazing-2022년 2월 14일 발매

## 참여 음반
- OST : 개비의 매직하우스-2023년 8월 4일 발매